# Masao Itō
Masao Itō (japanisch 伊藤 正男, Itō Masao; * 4. Dezember 1928 in Nagoya; † 18. Dezember 2018) war ein japanischer Neurowissenschaftler.
Itō studierte Medizin mit dem M.-D.-Abschluss 1953 und der Promotion 1959 an der Universität Tokio. Nach der klinischen Ausbildung folgte ein Graduiertenstudium in Physiologie 1954 bis 1957 an der Universität Kumamoto und danach an der Universität Tokio, wo er 1959 promovierte. 1959 bis 1962 war er als Post-Doktorand im Labor von John Eccles an der Australian National University. 1963 wurde er Associate Professor und 1970 Professor an der Universität Tokio. 1986 bis 1989 war er Dekan seiner Universität. 1990 wurde er emeritiert und wurde Gruppenleiter und ab 1993 Generaldirektor für Forschung des RIKEN.
Itō entdeckte die hemmende Rolle der Purkinje-Zellen im Kleinhirn (Cerebellum) und ihre charakteristische synaptische Plastizität (LTD, long term depression). Er entwickelte eine Theorie, wie das Kleinhirn nicht nur motorische Fähigkeiten erlernt, sondern auch eine Rolle im impliziten Gedächtnis spielt.
2006 erhielt er den Gruber-Preis für Neurowissenschaften; ferner erhielt er den Ipsen Foundation Award (1993), den Robert Dow Neuroscience Award (1993) und hohe japanische Preise (Fujiwara-Preis 1981, Akademie-Preis und Imperialen Preis 1986, Person mit besonderen kulturellen Verdiensten 1994, Japan-Preis 1996, Kulturorden 1996). Ab 1983 war er Präsident der japanischen Gesellschaft für Neurowissenschaften und 1980 bis 1986 Präsident der International Brain Research Organization (IBRO). Er war Mitglied der königlich schwedischen, russischen und armenischen Akademie der Wissenschaften, Fellow der Royal Society und Mitglied der Japanischen Akademie der Wissenschaften und der National Academy of Sciences. Er war Ehrendoktor der University of Southern California und der Universität Turin. Itō starb im Dezember 2018 im Alter von 90 Jahren.

## Schriften
- mit John C. Eccles, J. Szentagothai: The Cerebellum as a Neuronal Machine, Springer-Verlag, 1967
- The Cerebellum and Neural Control, Raven Press, 1984
- (Hrsg.), Neural Programming, Tokyo 1988
- (Hrsg.), Brain and Mind, Amsterdam 1997